# Romance psicológico

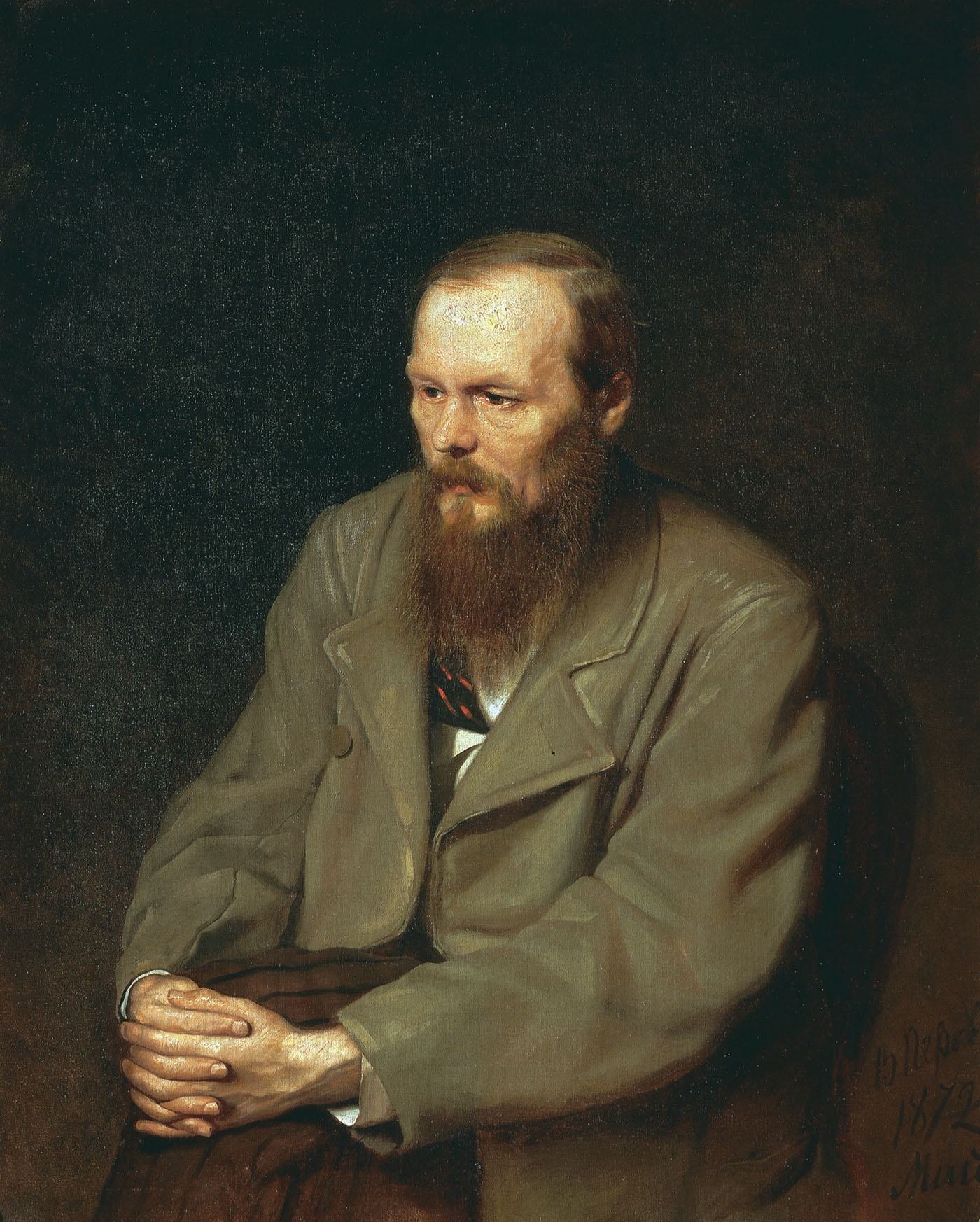
O escritor Fiodor Dostoiévski escreveu romances psicológicos.

O romance psicológico é um gênero literário que se volta menos aos condicionantes exteriores do meio ambiente social e cultural e, mais, aos motivos íntimos das escolhas e ações humanas, no fluxo de afetos e memórias do inconsciente para o consciente, determinando comportamentos.
O tema é antigo e foi inaugurado em 1678 por Madame de Lafayette, autora de A princesa de Cleves. Seguiram-se a ela "Ligações Perigosas", de Choderlos de Laclos (1782), "Anton Reiser", de Karl Philipp Moritz (1785),  "O Vermelho e o Negro", de Stendhal (1830), "Crime e Castigo", de Dostoievski (1866), "Dom Casmurro", de Machado de Assis (1899), "Alves & Cia", de Eça de Queirós, "São Bernardo", de Graciliano Ramos (1934), e "Perto do Coração Selvagem", de Clarice Lispector (1944), entre outros. Outro romance psicológico que pode ser citado é o clássico da literatura inglesa "Wuthering Heights" (BR: O morro dos ventos uivantes) de Emily Brontë, que tem um vasto campo para a interpretação das instâncias psíquicas (ego, id, e superego)
Nas décadas de 1960 e 1970, de intensa inquietação intelectual humanista, foram comuns os romances brasileiros com temas psicológicos, com base no trabalho de psiquiatras e psicoterapeutas. Entre os mais conhecidos está "Cleo e Daniel", de Roberto Freire (1966), que deu base a um filme homônimo e escandalizou a sociedade da época por sua linguagem contemporânea, realista.